# Fiat Seicento
Ne doit pas être confondu avec Fiat 600.
 (février 2022).
Si vous disposez d'ouvrages ou d'articles de référence ou si vous connaissez des sites web de qualité traitant du thème abordé ici, merci de compléter l'article en donnant les références utiles à sa vérifiabilité et en les liant à la section « Notes et références ».
La Fiat Seicento est un modèle d'entrée de gamme du constructeur automobile turinois, Fiat. Présent au catalogue depuis le millésime 1998, elle occupa l'entrée de gamme jusqu'en 2004 avec la Panda I, et ensuite avec la Panda II.

## Historique

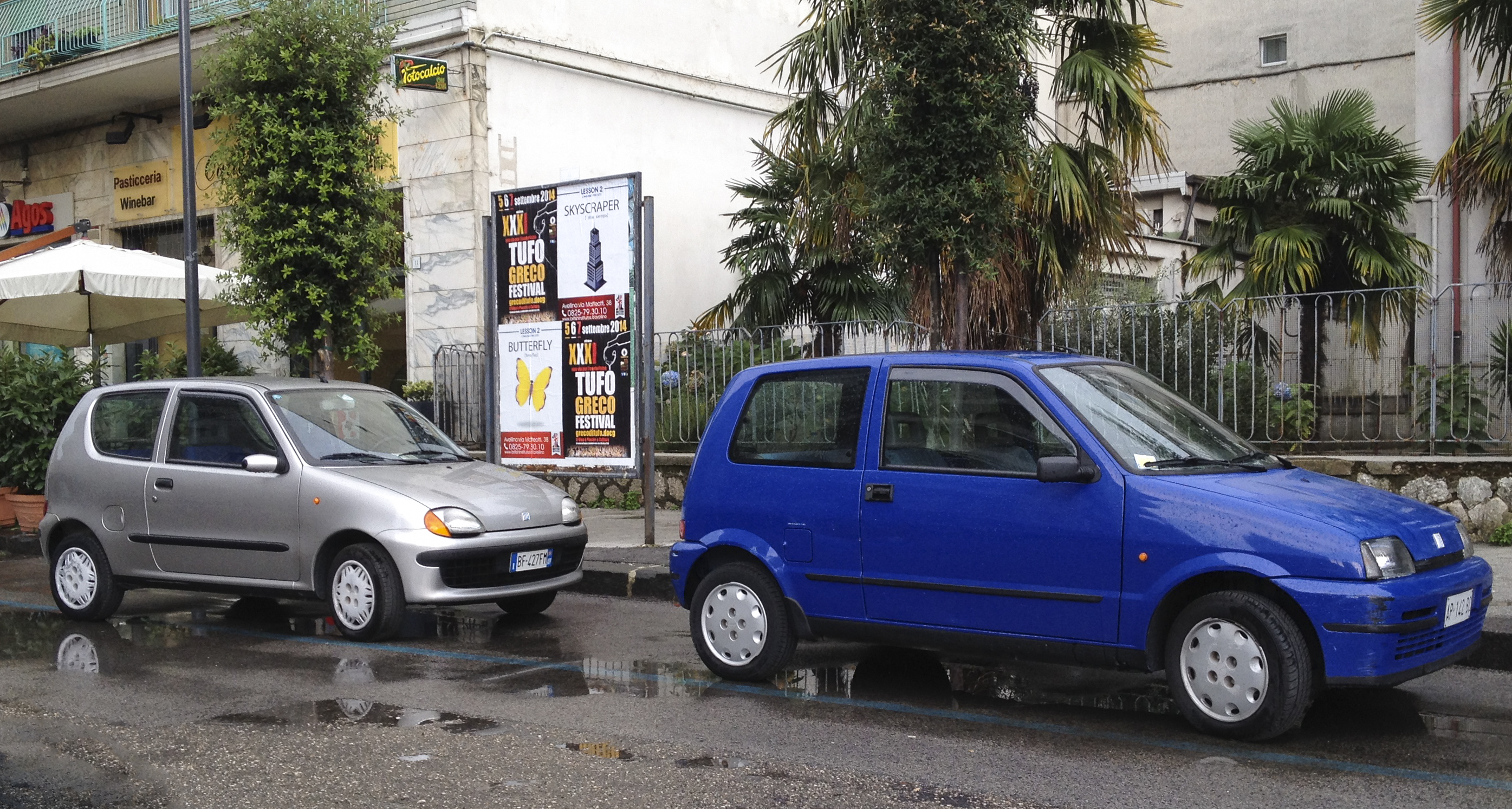
Fiat Seicento phase 1 derrière une Fiat Cinquecento

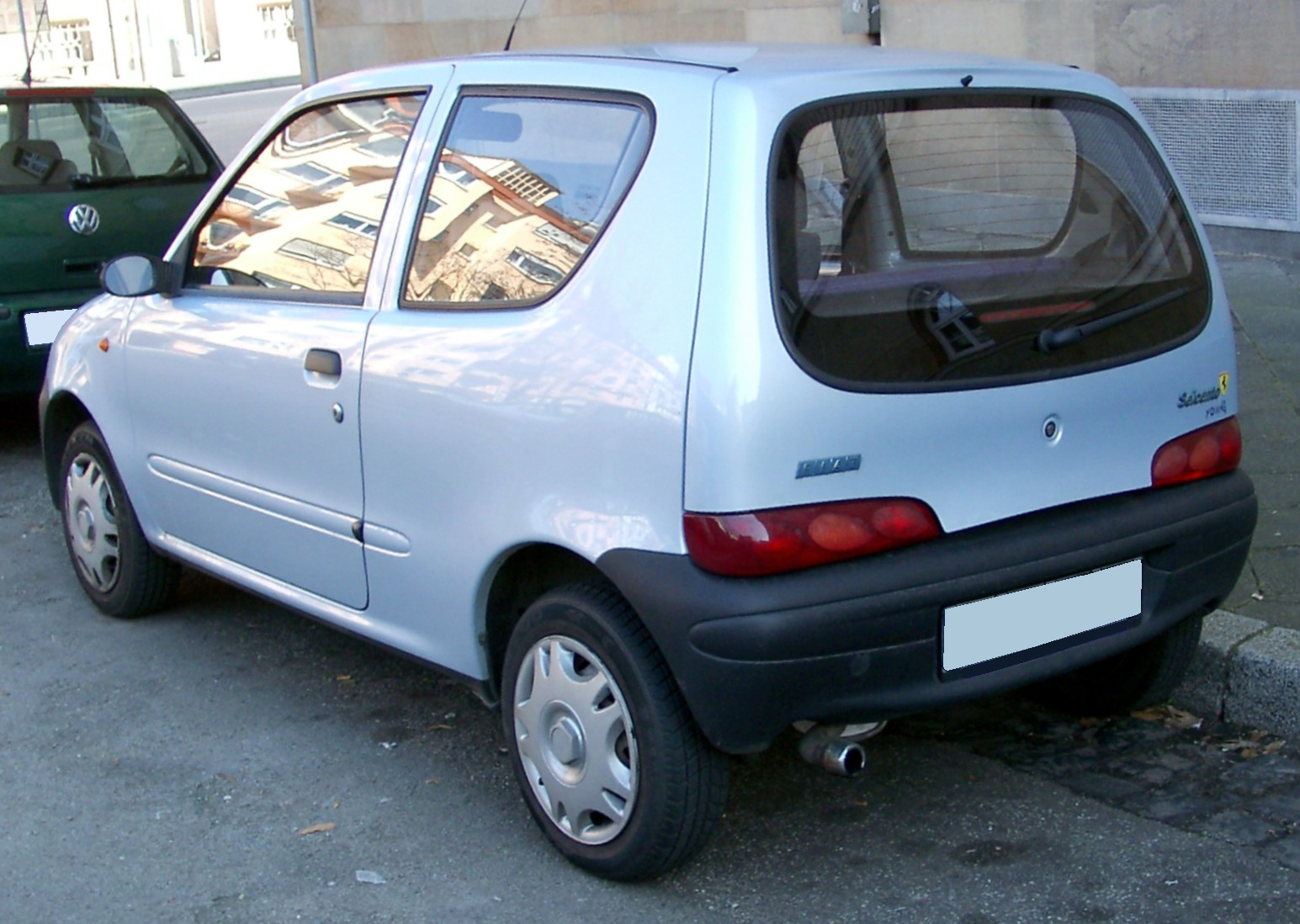
Fiat Seicento phase 1

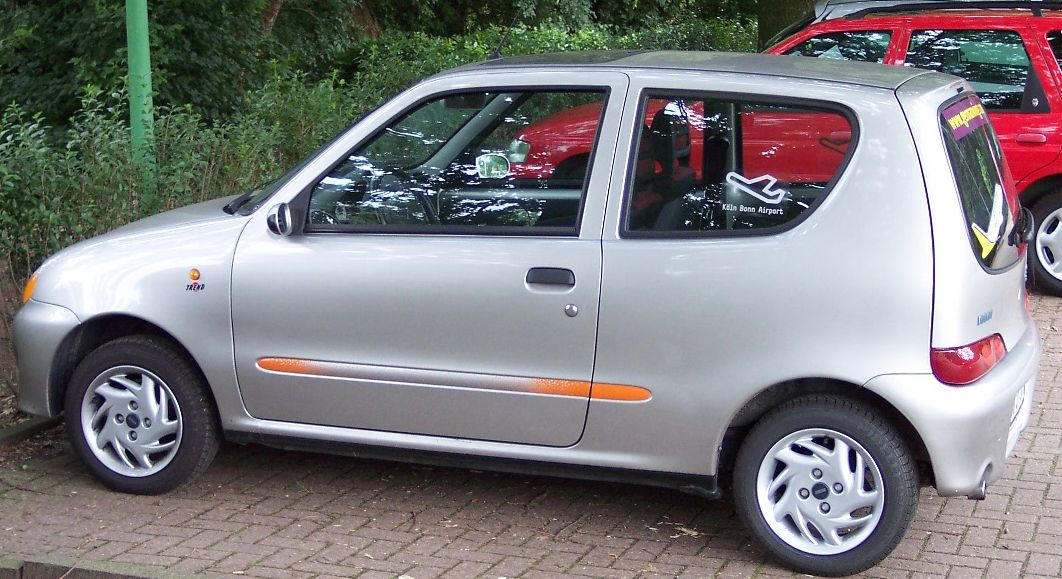
Fiat Seicento Sporting phase 1

La Seicento est une évolution de la Fiat Cinquecento de 1993 : les formes sont beaucoup plus douces et arrondies, mais la plate-forme est identique. C'est une voiture typiquement urbaine, idéale pour se faufiler en ville et se garer dans de petites places, mais bien moins à l'aise sur route et surtout sur autoroute. Fiat a commercialisé des versions Sporting et Sporting Abarth avec ses deux premières séries, disparues du catalogue depuis, avec des habillages spécifiques et des jantes alliage.
Elle a obtenu des performances très moyennes aux crash tests Euro NCAP, par exemple, en comparaison avec la Twingo. Il s'agit ainsi, avec la Rover 100, de l'une des voitures les moins bien classées (en matière de sécurité passive) recensées par l'organisme Euro NCAP.
L'équipement de série comporte un airbag conducteur, des vitres électriques et une fermeture centralisée.
De 1998 à 2000, plusieurs versions déjà vues sur Cinquento, à savoir S, SX, Sporting, sont reconduites. La Fiat Seicento Van, une version utilitaire à deux places mais pourvue de vitres latérales est lancée par Fiat Professional en 1998.
Ainsi que quelques série spécial qui compléteront le tableau, comme la série estivale des années 2000, et aussi la young (version ultra dépouillé), et la hobby qui se verront intégrée à la gamme.[réf. souhaitée]

## L'évolution de la Fiat Seicento vers la Fiat 600

### Seconde série (2000)

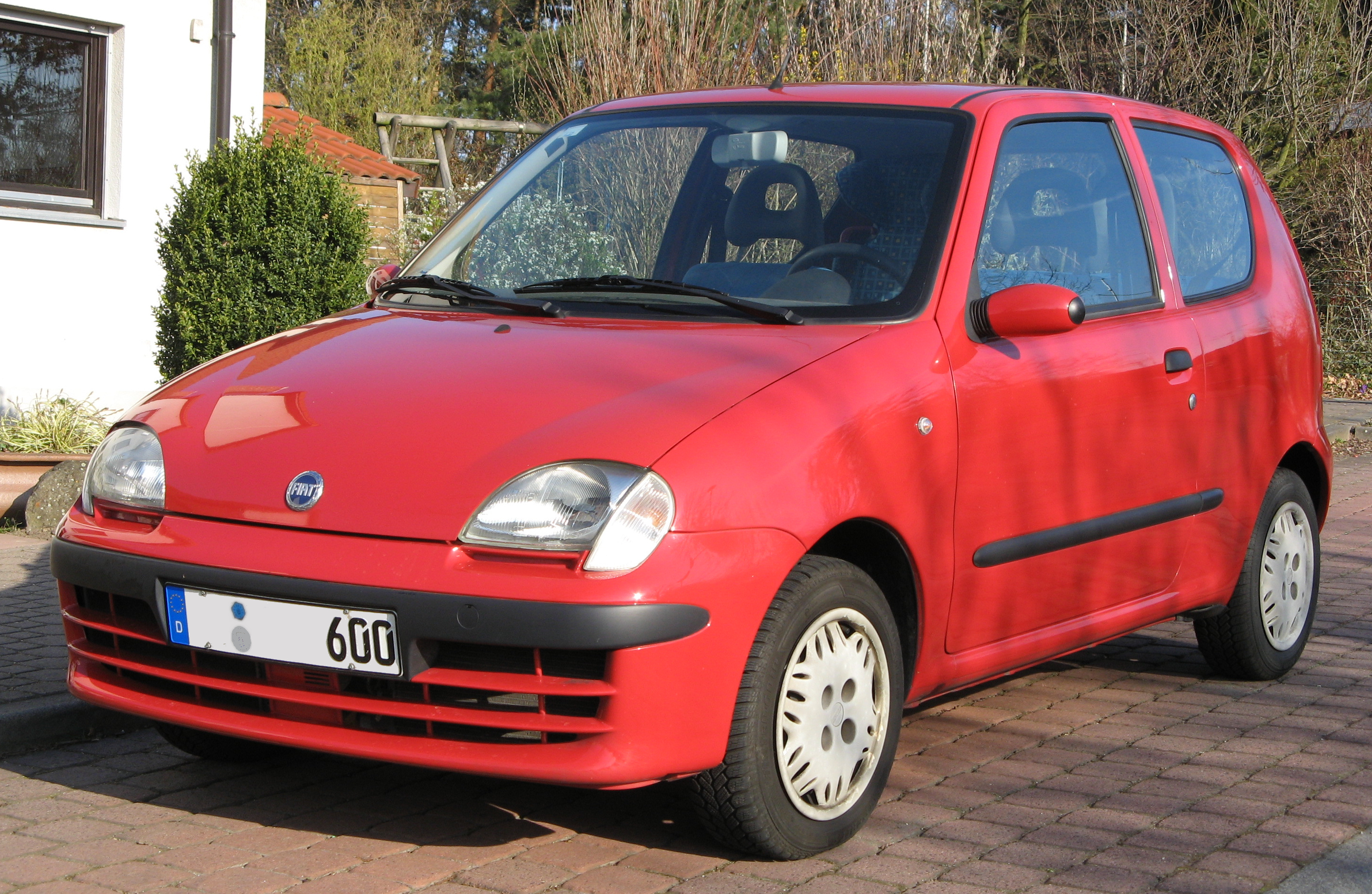
Fiat Seicento phase 2

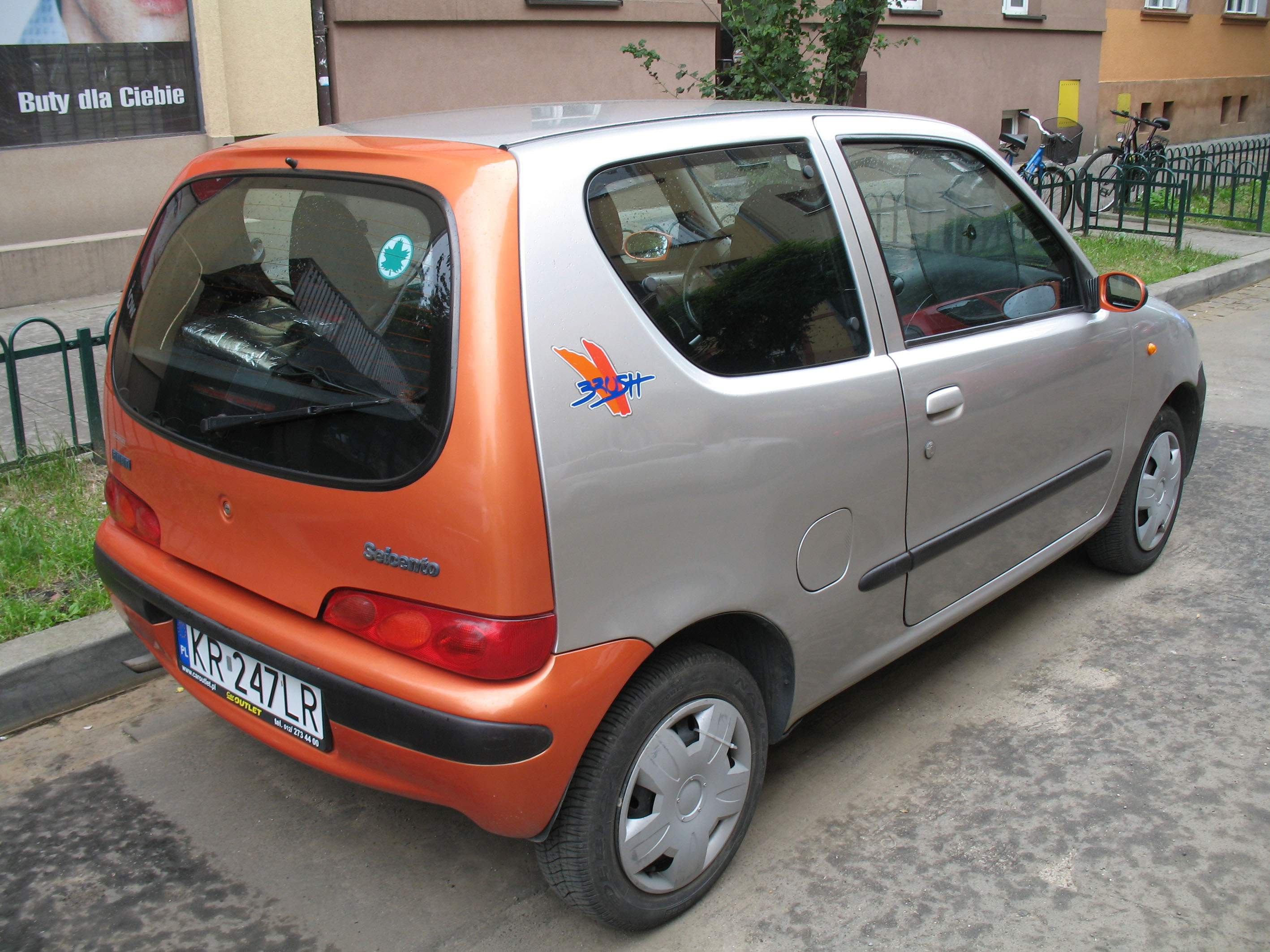
Fiat Seicento phase 2 Brush

La première série de la Fiat Seicento a été revue en octobre 2000, pour une mise à niveau à la suite de la mise en application des nouvelles normes anti-pollution. Fiat remplace l'ancien moteur de 900 cm3, qui dérivait de celui utilisé sur la Fiat 127 de 1971, par les modernes moteurs FIRE. Le constructeur italien en profite pour apporter quelques retouches d'ordre esthétique à la carrosserie, notamment la face avant avec l'application du nouveau logo circulaire de la marque, la couronne de lauriers argent et l'inscription "FIAT" en couleur argent sur fond bleu.
La gamme ne dispose que d'un seul moteur à partir de l'année 2000, le moteur FIRE de 1,1 litre. Les différentes versions disponibles sont S et SX.
Quelques mois plus tard, en hommage aux victoires remportées en F1 par le pilote de Ferrari Michael Schumacher, la version Sporting est lancée. Cette version est en fait la version Sporting dotée du kit Abarth qui comprend : jupes bas de caisse, spoiler, jantes de 14, pédalier et habillage du frein à main en aluminium, volant et soufflet du levier de vitesse en cuir, ainsi que quelques accessoires portant le nom du pilote allemand.
En 2001, Fiat lance deux séries spéciales : la première, baptisée EL apparait en mars 2001 et vient compléter la version de base S avec une riche dotation d'accessoires pour un montant à peine plus élevé, qui correspond à la série spéciale Team destinée au marché allemand. La seconde Brush dispose de pare-chocs, d'un hayon, de rétroviseurs et bandes latérales de protection de couleur différente de celle de la carrosserie. La voiture dispose également de la fermeture centralisée des portes, du toit ouvrant et d'un autoradio CD stéréo.
En 2002, les appellations changent complètement. Seuls quatre versions sont proposées : le modèle de base, qui est identique à la précédente version S, le modèle Comfort dispose des pare-chocs peints de la couleur de la carrosserie, d'une direction assistée électronique, de la fermeture centralisée et des lève-vitres électriques de série. Le modèle Clima dispose de tous les accessoires précédents avec en plus la climatisation et la Sporting reçoit en plus un airbag passager. À partir de cette date, toutes les séries spéciales sont supprimées ainsi que la version électrique Elettra.
En 2004, la gamme est encore simplifiée avec des versions bien équipées. La version Sporting disparait et la version de base devient Actual et le niveau supérieur est baptisé Active. Tout l'aménagement intérieur ainsi que son revêtement est amélioré et traité avec des matériaux de bonne facture qui équipent la nouvelle Panda. L'ABS équipe désormais le véhicule en série.

### La Fiat Seicento H2 Fuel Cell
Fiat lança un prototype roulant de la Fiat Seicento H2 Fuel Cell en 2001 grâce à la contribution du Ministère Italien de l'Environnement. Le coût global de ce développement est de 10 M€ (valeur 2001) dont les 2/3 ont été financés directement par Fiat Auto à travers son centre d'études CRF - Centro Ricerche Fiat.
Ce modèle est la suite logique de la Fiat Seicento Elettra, modèle électrique figurant au catalogue du constructeur italien. Il en reprend le moteur et certains composants.
Le cœur du système de pile à combustible est placé dans la zone arrière qui produit du courant électrique sous 48V, avec une puissance nominale de 7 kW. Pour que le système fonctionne efficacement, il faut augmenter la tension de 48 à 216V pour que le moteur électrique de 30 kW tracte le véhicule. La consommation moyenne en cycle urbain est de 3.3 kW et garantit une vitesse de plus de 60 km/h et une accélération de 0 à 50 km/h en à peine 8 secondes.

### Les versions électriques: Elettra
Fiat a réalisé une version électrique de la petite Fiat Seicento en 1998 puis, deux prototypes avec pile à combustible « Elettra H2 Fuel Cell » en janvier 2001 et « H2 Down Town/Hydrogène » en octobre 2003.

#### Fiat Seicento Elettra
À partir de 1998, Fiat lance une version électrique de son modèle de base, la Seicento Elettra.
Cette version repose sur le modèle de base sans aucune partie mécanique exporté vers l'Usine Alfa Romeo-Arese où l'ensemble moteur, la transmission et les batteries seront intégrés dans cette petite carrosserie.
Cette version Seicento Elettra, vient remplacer les Fiat Cinquecento Elettra et la Fiat Panda Elettra. Comme pour toutes ces versions très onéreuses, le volume des ventes est réduit et se résume aux collectivités locales et administrations. Disposant d'un volume habitable semblable aux versions traditionnelles et une autonomie dépassant les 150 km, le temps de recharges des batteries est de 8 heures.
La Fiat Seicento Elettra a représenté toutefois un énorme pas dans l'avancée technologique de ce type de traction. Équipée d'un moteur de nouvelle génération avec un besoin d'énergie réduit au bénéfice d'une autonomie augmentée, la disposition des batteries sans entretien sur un plancher non modifié a permis de bénéficier d'un habitacle suffisant pour 4 adultes.
La version commercialisée de la Fiat Seicento Elettra termina sa carrière en fin d'année 2001, remplacée par les nouvelles Panda Elettra et Fuel Cell.

#### Fiat Seicento Elettra H2 Fuel Cell
Conservant le châssis de base du modèle « Fiat Seicento », le prototype expérimental « Elettra H2 Fuel Cell » a été achevé en tout début de l'année 2001 et présenté au Ministre de l'environnement italien de l'époque, Willer Bordon et de la presse en février 2001.
Le prototype « H2 Fuel Cell » réutilise le système de propulsion et de traction du modèle « Seicento Elettra », mais l'énergie pour alimenter le moteur électrique de 30 kW est générée par un dispositif essentiellement composé de piles à combustible connectées en série. L'appareil, baptisé « Stack », est alimenté par de l'oxygène prélevé dans l'air, comprimé à 1,3 bar, et par de l'hydrogène à une pression de 1,5 bar stocké dans six petites bouteilles de neuf litres placées dans le coffre.
Par rapport à l'« Elettra », l'« H2 Fuel Cell » a obtenu une homologation pour seulement 2 places, mais a l'avantage de peser environ 130 kg de moins, d'avoir une autonomie portée à 140 km à une vitesse constante de 60 km/h et une vitesse maximale qui passe de 90 à 100 km/h. Le temps de recharge des bouteilles d'hydrogène est d'environ 10 minutes.

#### Fiat Seicento Elettra H2 Down Town/Hydrogène
L'évolution du prototype "H2 Fuel Cell" a été présentée aux autorités et à la presse le 20 octobre 2003, à la Préfecture de Milan en présence du Ministre de l'environnement Altero Matteoli, du Président de la Région Lombardie Roberto Formigoni et du maire de Milan, la capitale lombarde, Gabriele Albertini.
La nouvelle Fiat Seicento H2 Down Town, appelée plus tard également Fiat Seicento Hydrogen, a été présentée comme la dernière évolution de ce type de châssis, déjà remplacé en phase expérimentale par celui de la nouvelle « Panda », qui venait d'être élue Voiture de l'Année 2004.
Le prototype « Fiat Seicento H2 Down Town/Hydrogen » améliore considérablement les performances de la précédente « Seicento H2 Fuel Cell », surtout grâce à l'adoption du pack batterie à hydrure métallique, qui réduit le poids d'environ 250 kg, et au développement fonctionnel du dispositif "Stack", dont la puissance continue augmente de 7 à 20 kW. La puissance du moteur électrique reste inchangée à 30 kW, mais l'autonomie augmente à 220 km et la vitesse maximale monte à 130 km/h, avec une accélération de 0 à 50 km/h en 7 secondes. Une autre amélioration notable est l'homologation pour 4 places. Le poids est réduit de 70 kg grâce aux réductions dues aux nouvelles batteries et malgré l'augmentation rendue nécessaire pour l'homologation pour 4 passagers,,.

### Restylage en 2005
Les dernières retouches à cette voiture remontent à 2005. À cette occasion, la mécanique est revue pour respecter les nouvelles normes Euro 4. Le nom se simplifie en abandonnant "Seicento" pour une simple dénomination "600". Esthétiquement, Fiat en profite pour ajouter deux liserés chromés qui encadrent le logo sur la calandre, le logo Fiat fait son apparition sur le hayon. Fiat a profité du 50e anniversaire du lancement de la fameuse Fiat 600 en 1957 pour la présentation de cette ultime version de sa minivoiture, qui plait tant aux Polonais et aux Italiens. Une série spéciale 50th Anniversary a été commercialisée jusqu'au printemps 2009.

Fiat 600 50th Anniversary
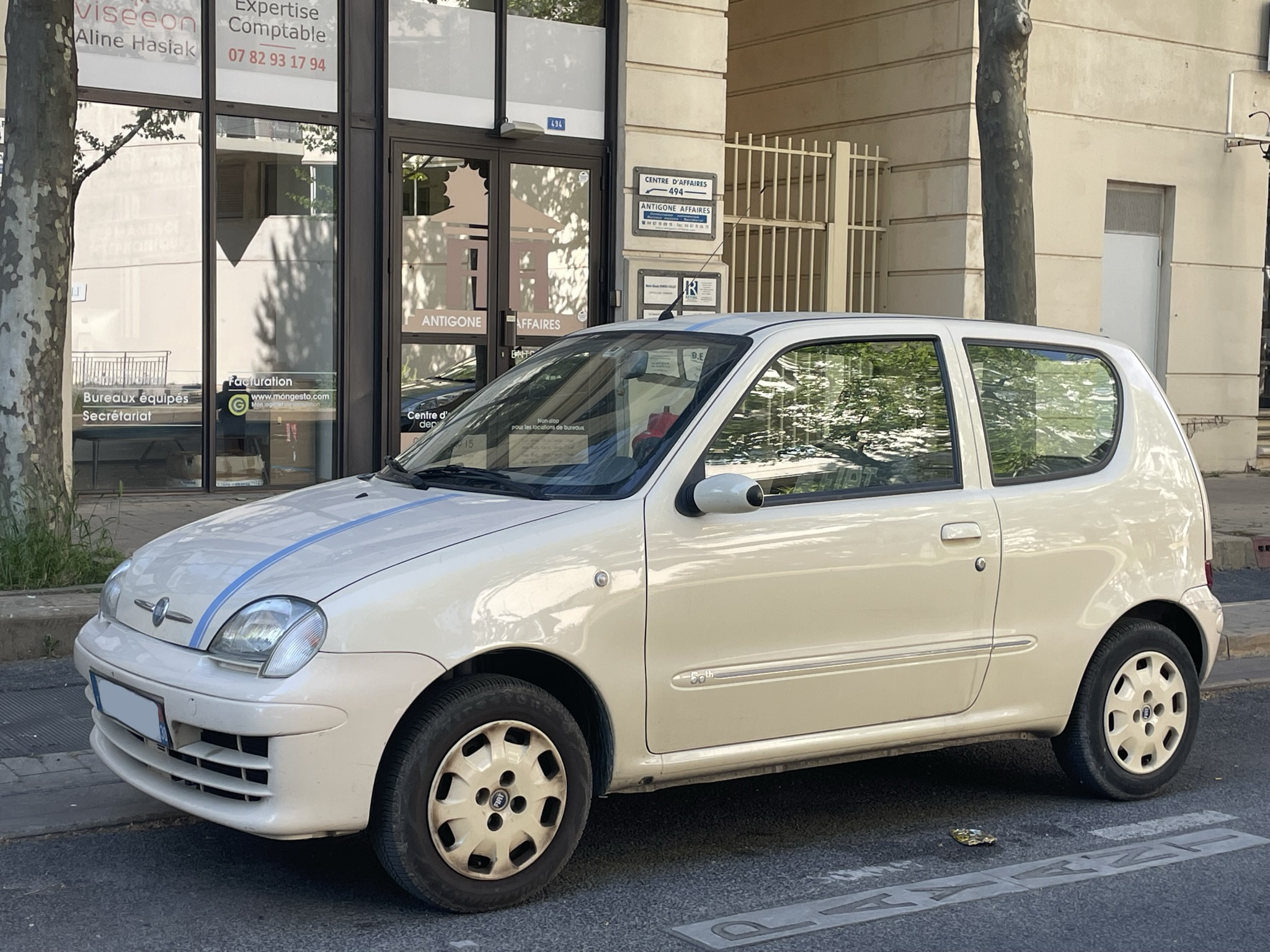
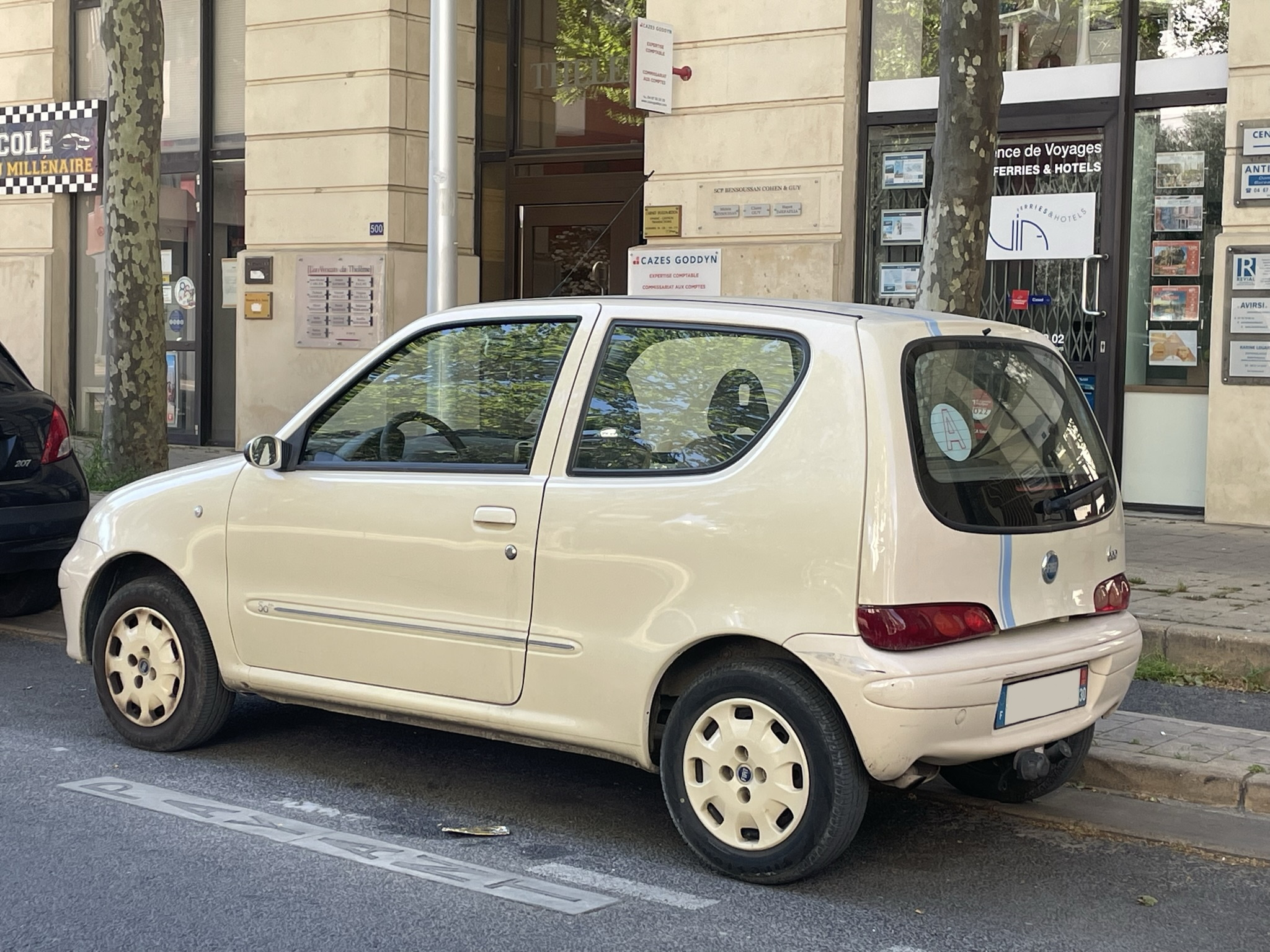

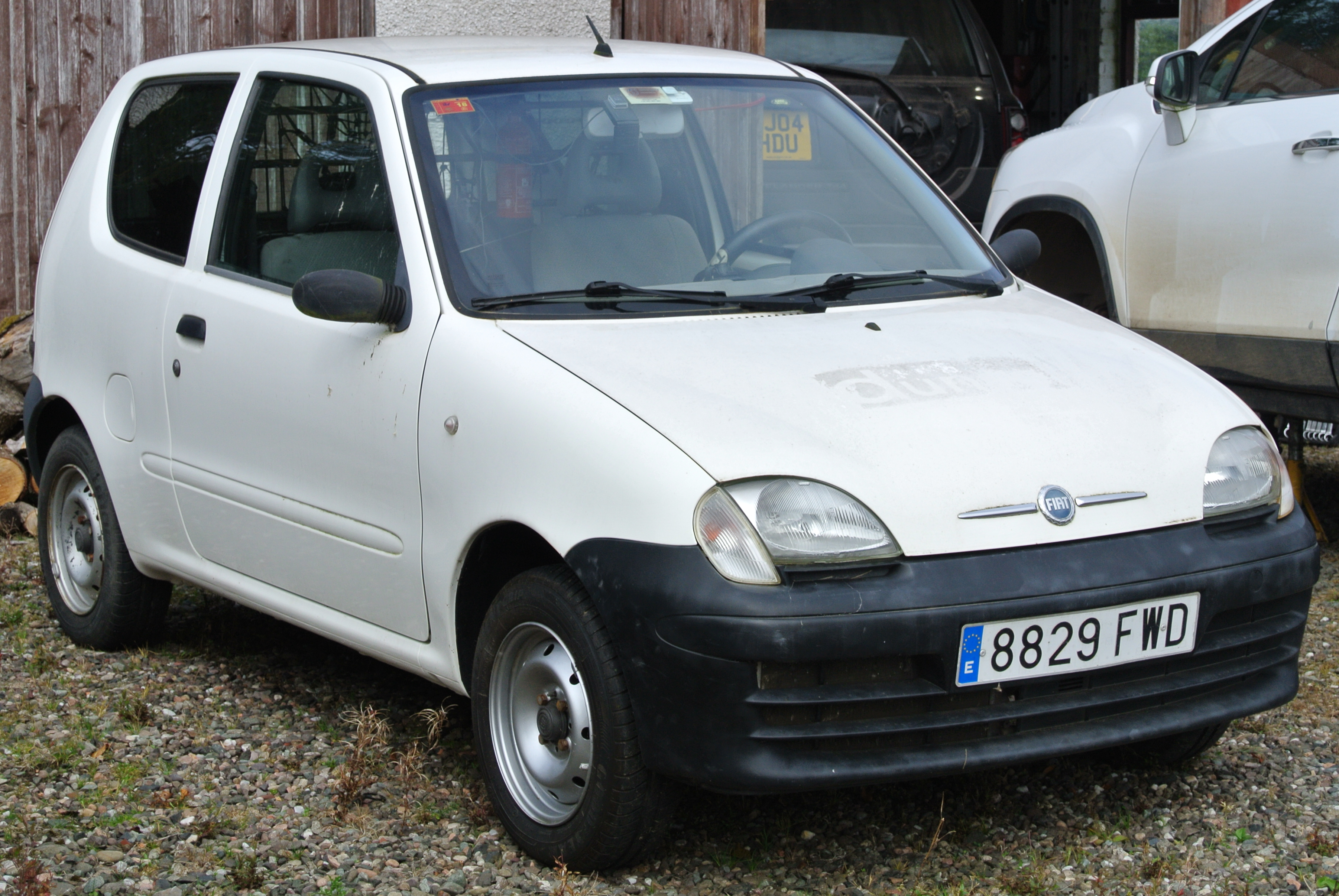
Fiat 600 Van

La Fiat 600 est produite en deux versions : le modèle de base, quasiment réservé au marché polonais, et Active, avec un équipement plus riche qui dispose des pare-chocs, des rétroviseurs et poignées de portières couleur carrosserie, servofrein électrique, fermeture centralisée et vitres teintées électriques.
La version utilitaire de Fiat Professional, la 600 Van, reste proposée.
Courant 2007, les logos Fiat apposés sur la carrosserie passent du bleu au rouge.

### 2010: fin de la production

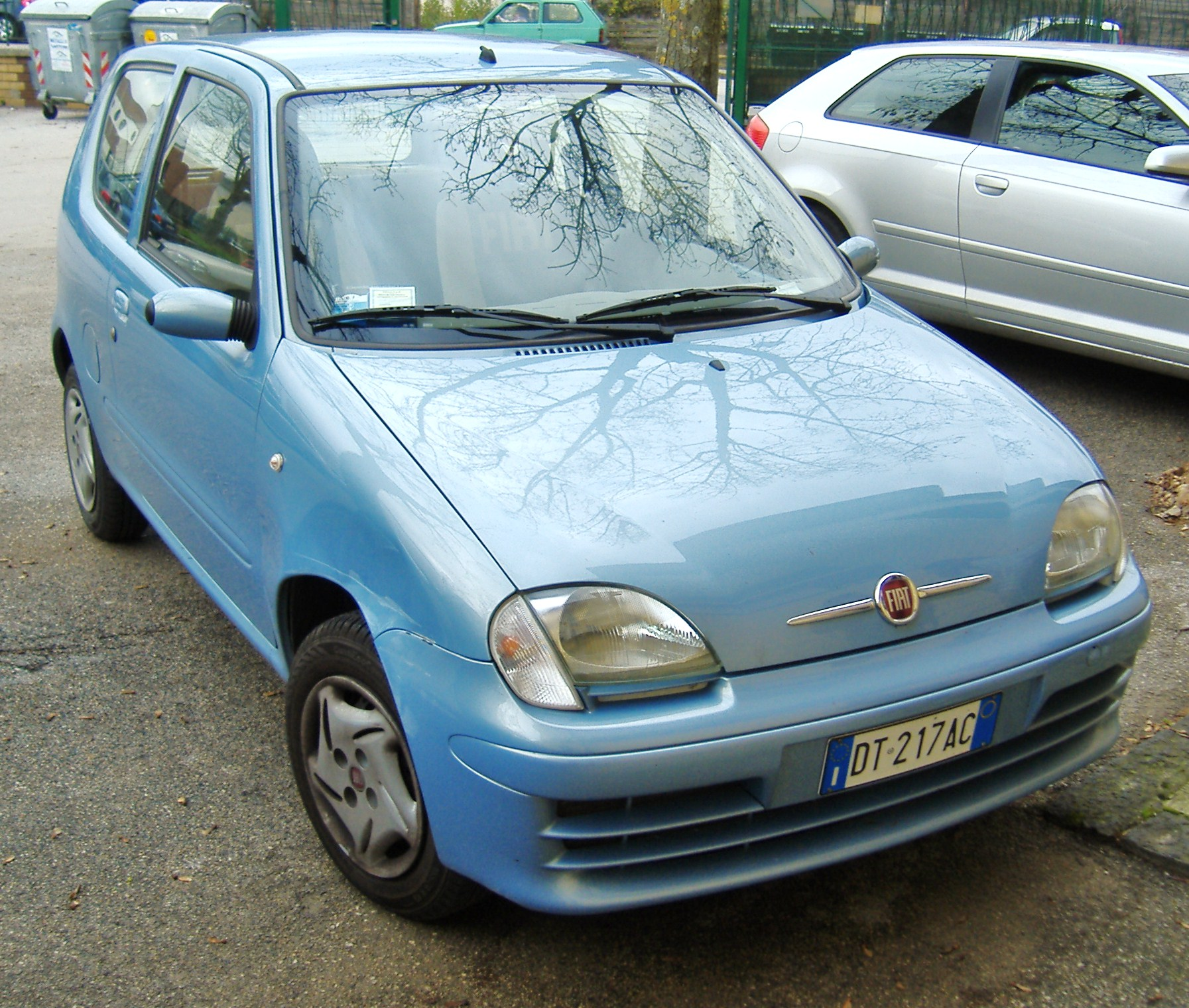
Un des ultimes exemplaires de Fiat 600, avec logo rouge

Bien que Fiat Poland ait annoncé que la production de ce modèle serait arrêtée en juillet 2009 pour faire place à la Ford Ka de deuxième génération, qui est fabriquée dans l'usine Fiat Poland de Tychy et repose, comme sa cousine Fiat 500 de 2007, sur la base mécanique de la Fiat Panda II, la Fiat 600 figure encore au catalogue de Fiat Pologne de 2010.
Fiat Auto Poland a annoncé que les dernières Fiat 600 sortiraient des chaînes de montage de l'usine polonaise de Tychy à la fin du mois de mai 2010. La ligne sera remplacée par une nouvelle micro car qui fera son apparition fin 2012 ou début 2013. Au total, en 18 ans, ce sont quasiment 2,5 millions de voitures Fiat Cinquecento et Seicento qui ont été fabriquées dont 1 164 525 Fiat Cinquecento.

## Motorisations
| Modèle           | Disponibilité | Moteur                                      | Cylindrée | Puissance     | Couple Maxi           | 0-100 km/h (secondes) | Vitesse max (km/h) | Consommation (l/100 km) | Rejet CO2 (g/km) |
| ---------------- | ------------- | ------------------------------------------- | --------- | ------------- | --------------------- | --------------------- | ------------------ | ----------------------- | ---------------- |
| 900 8V           | 1998 -        | Fiat 1170A1046 essence 4 cylindres en ligne | 899 cm3   | 29 kW / 39 ch | 65 N m à 3 000 tr/min | 16,4                  | 140                | 5,5                     |                  |
| 900 8V Citymatic | 1998 - 2001   | Fiat 1170A1046 essence 4 cylindres en ligne | 899 cm3   | 29 kW / 39 ch | 65 N m à 3 000 tr/min | 16,4                  | 140                | 5,5                     |                  |
| 1.100 FIRE 8V    | 1998 - 2001   | Fiat 176B2000 essence 4 cylindres en ligne  | 1 108 cm3 | 40 kW / 54 ch | 88 N m à 2 750 tr/min | 14,8                  | 150                | 5,8 (6,2 Sporting)      |                  |
| 1.100 FIRE 8V    | 2001 - 2005   | Fiat 187A1000 essence 4 cylindres en ligne  | 1 108 cm3 | 40 kW / 54 ch | 88 N m à 2 750 tr/min | 14,5 (13,5 Sporting)  | 150                | 5,9 (6,5 Sporting)      |                  |
| 1.100 FIRE 8V    | 2005 - 2010   | Fiat 187A1000 essence 4 cylindres en ligne  | 1 108 cm3 | 40 kW / 54 ch | 88 N m à 2 750 tr/min | 14,5                  | 150                | 5,9                     | 139              |

## Production
| Année | Production |
| ----- | ---------- |
| 1997  | 633        |
| 1998  | 152,755    |
| 1999  | 253,345    |
| 2000  | 236,283    |
| 2001  | 175,092    |
| 2002  | 143,923    |
| 2003  | 115,504    |
| 2004  | 69,317     |
| 2005  | 54,918     |
| 2006  | 46,115     |
| 2007  | 35,976     |
| 2008  | 25,166     |
| 2009  | 10,794     |
| 2010  | 9,152      |

## La Nuova 500
Le successeur de cette voiture a été présenté comme la réincarnation de la Fiat 500. La nouvelle Fiat 500 a été présentée le 4 juillet 2007 et est actuellement commercialisée.